# 阿狄提亞·羅伊·卡潑爾
阿狄提亞·羅伊·卡潑爾（1985年11月16日—）是印度寶萊塢男演員，主要演出印地語電影。生于印度孟買，他在成为演员前曾是Channel V的影片騎師。卡潑爾的出道作品是2009年的《London Dreams》，首套使他成名的電影是2013年的《愛曲2》（Aashiqui 2）。2013年，他是寶萊塢大熱電影《那些年我們瘋狂的青春》（Yeh Jawaani Hai Deewani）中擔任男配角。

## 個人生活
阿狄提亞·羅伊·卡潑爾的父親是印度旁遮普人，母親Salome Roy Kapur則是一名猶太裔印度人。他有兩名長兄：Siddharth Roy Kapur是電影公司UTV Motion Pictures的總裁並娶了印度女星玮焍娅·芭兰為妻子；Kunaal Roy Kapur亦同樣是一名演員。

## 外部連結
- 阿狄提亞·羅伊·卡潑爾在互联网电影资料库（IMDb）上的資料（英文）